# Isidoro San José
Isidoro San José (Madrid, 27 de outubro de 1955) é um ex-futebolista espanhol.

## Carreira
Isidoro San José Pozo fez parte do elenco da Seleção Espanhola de Futebol das Olimpíadas 1976 e Copa do Mundo de 1978.